# Nhóm máu

Nhóm máu được quyết định nhờ kháng nguyên của hệ nhóm máu ABO trên bề mặt hồng cầu.

Nhóm máu (tiếng Anh: blood type hay blood group) là phép phân loại máu dựa trên sự có mặt và vắng mặt của các chất kháng thể và kháng nguyên di truyền trên bề mặt hồng cầu (RBC). Những kháng nguyên này có thể gồm protein, carbohydrat, glycoprotein hoặc glycolipid, tùy thuộc vào hệ nhóm máu. Một số kháng nguyên còn hiện diện trên bề mặt các loại tế bào khác của nhiều mô. Một kháng nguyên trên bề mặt hồng cầu có thể có gốc từ một alen (hoặc một phiên bản khác của gen) và tổng hợp tạo thành một hệ nhóm máu.
Nhóm máu của một người được di truyền và đại diện cho sự góp máu từ cả cha và mẹ. Tính đến  ngày 31 tháng 12 năm 2023, Hiệp hội truyền máu quốc tế (ISBT) đã ghi nhận tổng cộng 45 hệ nhóm máu người. Hai hệ nhóm máu quan trọng nhất là ABO và Rh - chúng quyết định nhóm máu của một người (A, B, AB và O với + hoặc − chỉ tình trạng của RhD) để phù hợp với công tác truyền máu.

## Hệ nhóm máu
Một nhóm máu hoàn chỉnh sẽ miêu tả từng nhóm trong số 45 nhóm máu, còn nhóm máu của một người là một trong nhiều khả năng kết hợp các kháng nguyên nhóm máu. Một người hầu như giữ nguyên nhóm máu cả đời, song rất hiếm khi nhóm máu của một người thay đổi nhờ bổ sung hoặc ức chế kháng nguyên trong các bệnh nhiễm trùng, ác tính (malignancy) hoặc bệnh tự miễn. Một nguyên nhân phổ biến hơn làm thay đổi nhóm máu là ghép tủy xương. Ghép tủy xương được tiến hành đối với lơ xê mi, lymphoma cùng nhiều bệnh khác. Nếu một người nhận được tủy xương từ một người có nhóm máu ABO khác (ví dụ bệnh nhân nhóm máu O nhận được tủy xương của bệnh nhân nhóm máu A), thì cuối cùng nhóm máu của bệnh nhân nên trở thành nhóm máu của người hiến tặng, khi tế bào gốc tạo máu (hematopoietic stem cell, viết tắt là HSC) bị phá hủy, bất kể là do cắt bỏ tủy xương hay do tế bào T của người hiến. Một khi mọi tế bào hồng cầu gốc của bệnh nhân chết, chúng sẽ hoàn toàn bị thay thế bằng các tế bào mới có gốc từ HSC của người hiến máu. Với điều kiện người hiến máu có một nhóm máu ABO khác, kháng nguyên trên bề mặt tế bào mới sẽ khác so với những kháng nguyên có mặt trên bề mặt hồng cầu gốc của bệnh nhân.
Một số nhóm máu có liên quan đến sự di truyền các bệnh khác. Ví dụ, đôi khi kháng nguyên Kell liên quan đến hội chứng McLeod. Ở một ví dụ nữa, bệnh Von Willebrand có thể nghiêm trọng hoặc rõ ràng hơn ở người có nhóm máu O. Những nhóm máu nhất định có thể tác động đến khả năng bị tổn thương trước nhiễm trùng. Ví dụ, người có nhóm máu O có thể ít bị tổn thương hơn trước các sự kiện pro-thrombotic do COVID-19 hay dư âm covid kéo dài gây ra. Một ví dụ nữa là khả năng kháng lại các loài sốt rét cụ thể ở người thiếu kháng nguyên Duffy. Kháng nguyên Duffy có thể là do chọn lọc tự nhiên, ít phổ biến hơn trong nhóm dân số từ những nơi có tỷ lệ mắc sốt rét cao.

### Hệ nhóm máu ABO

Hệ nhóm máu ABO: sơ đồ cho thấy các chuỗi carbohydrat quyết định nhóm máu hệ ABO

Bảng Punnett giản thể ghi lại các kiểu gen và kiểu hình mà những đứa trẻ có thể mang do kiểu hình và kiểu gen của cha (hàng ngang) và mẹ (hàng dọc)

Hệ nhóm máu ABO gồm hai kháng nguyên và hai kháng thể trong máu người. Hai kháng nguyên là kháng nguyên A và B, còn hai kháng thể là kháng thể A và B. Kháng nguyên có mặt trên hồng cầu còn kháng thể có mặt trong huyết thanh. Về đặc tính kháng nguyên của máu, tất cả loại máu có thể được chia làm bốn nhóm: nhóm có kháng nguyên A (nhóm A), nhóm có kháng nguyên B (nhóm B), nhóm có cả kháng nguyên A và B (nhóm AB) và nhóm không có kháng nguyên (nhóm O). Kháng nguyên có mặt chung với kháng thể được phát hiện như sau: 
1. Kháng nguyên A có kháng thể B
2. Kháng nguyên B có kháng thể A
3. Kháng nguyên AB mà không có kháng thể A hay B
4. Null kháng nguyên (nhóm O) có cả kháng thể A và B

Có một phản ứng ngưng kết (agglutination) giữa kháng nguyên và kháng thể tương đương (ví dụ kháng nguyên A làm ngưng kết kháng thể A và kháng nguyên B làm ngưng kết kháng thể B). Do đó truyền máu có thể được xem là công tác an toàn, miễn là huyết thanh của người nhận máu không chứa kháng thể đối với kháng nguyên trên hồng cầu của người hiến máu.
Hệ nhóm máu ABO là hệ nhóm máu quan trọng nhất trong công tác truyền máu ở người. Kháng thể anti-A và anti-B thường là immunoglobulin M, viết tắt là kháng thể IgM. Một giả thuyết đặt ra rằng kháng thể IgM của ABO được tạo ra trong những năm đầu đời do cảm ứng (sensitization) với các chất môi trường như thực phẩm, vi khuẩn và virus, song những quy tắc về tương thích nhóm máu được áp dụng cho cả trẻ sơ sinh và trẻ nhỏ để thử nghiệm. Nguyên ngữ mà Karl Landsteiner sử dụng trong phép phân loại năm 1901 là A/B/C (mà ở những ấn phẩm sau "C" đổi thành "O"). Nhóm máu O thường được gọi là 0 (zero hay null) ở những ngôn ngữ khác.

### Hệ nhóm máu Rh
Hệ nhóm máu Rh (Rh viết tắt của Rhesus) là hệ nhóm máu quan trọng thứ hai trong truyền máu người với 50 kháng nguyên. Kháng nguyên Rh quan trọng nhất là kháng nguyên D, vì nó có khả năng cao nhất gây ra phản ứng hệ miễn dịch của của năm kháng nguyên Rh chính. Những người có nhóm máu D âm thường không có bất kỳ kháng thể anti-D IgG hay IgM nào, vì kháng thể anti-D thường không được tạo ra nhờ cảm ứng với các chất trong môi trường. Tuy nhiên, những người có nhóm máu D âm có thể tạo kháng thể IgG anti-D sau một sự kiện cảm ứng: có thể là truyền máu từ thai nhi sang mẹ hoặc đôi khi là truyền máu với hồng cầu D dương. Bệnh Rh có thể phát triển trong những trương hợp này. Nhóm máu Rh âm ít phổ biến hơn ở dân số châu Á (0,3%) so với dân số châu Âu (15%).
Sự có mặt hoặc vắng mặt của kháng nguyên Rh(D) được biểu thị bằng ký hiệu + hoặc −. Ví dụ nhóm máu A− và nhóm máu ABO loại A và không có kháng nguyên Rh (D).

### Phân bố nhóm máu ABO và Rh theo quốc gia
Như nhiều đặc điểm di truyền khác, sự phân bố nhóm máu ABO và Rh thay đổi đáng kể giữa các nhóm dân số. Khi mà các giả thuyết về nguyên nhân nhóm máu thay đổi theo vùng địa lý và vì sao chúng xuất hiện đầu tiên vẫn gây tranh cãi trong cộng đồng khoa học, bằng chứng cho thấy rằng sự phát triển của nhóm máu có thể là do chọn lọc di truyền điều khiển với các nhóm máu chứa kháng nguyên có thể kháng lại những bệnh cụ thể ở một số khu vực nhất định. Ví dụ như nhóm máu O phổ biến ở các quốc gia có nhiều ca bệnh sốt rét, khi những người có nhóm máu O có tỷ lệ sống sót cao nhất.

### Hệ nhóm máu khác
Tính đến  ngày 31 tháng 12 năm 2022, Hiệp hội truyền máu quốc tế (ISBF) đã xác định 42 nhóm máu ngoài hệ nhóm máu ABO và Rh. Vì thế mà bên cạnh kháng nguyên ABO và kháng nguyên Rh, nhiều kháng nguyên khác cũng được biểu hiện trên bề mặt hồng cầu. Ví dụ, một người vừa có thể mang nhóm máu AB, D dương, vừa mang M dương và N dương (hệ kháng nguyên MNS), K dương (hệ kháng nguyên Kell), Lea hoặc Leb âm (hệ kháng nguyên Lewis), vì thế mà dương tính hoặc âm tính với từng kháng nguyên hệ nhóm máu. Nhiều hệ nhóm máu được đặt tên theo bệnh nhân được phát hiện ban đầu có chứa các kháng thể tương ứng. Những hệ nhóm máu khác ngoài ABO và Rh có thể gây biến chứng tiềm ẩn, song nguy cơ tương đối thấp sau khi trộn máu từ những người khác.
Dưới đây là bảng so sánh những đặc điểm liên quan đến lâm sàng của kháng thể với các hệ nhóm máu người chính:
|                                                                | ABO | Rh      | Kell  | Duffy | Kidd  |
| -------------------------------------------------------------- | --- | ------- | ----- | ----- | ----- |
| Xảy ra tự nhiên                                                | Có  | Không   | Không | Không | Không |
| Phổ biến nhất trong phản ứng tan máu cấp tính trong truyền máu | A   |         | Có    | Fya   | Jka   |
| Phổ biến nhất trong phản ứng tan máu trễ trong truyền máu      |     | E, D, C |       |       | Jka   |
| Phổ biến nhất trong bệnh tan máu ở trẻ sơ sinh                 | Có  | D, C    | Có    |       |       |
| Thường gây tan máu ở nội mạch                                  | Có  |         |       |       | Có    |

## Ý nghĩa lâm sàng

### Truyền máu
Y học truyền máu là một phân ngành chuyên khoa của huyết học chuyên nghiên cứu về nhóm máu, cùng với công việc của ngân hàng máu để cung cấp dịch vụ truyền máu và các chế phẩm máu khác. Trên khắp thế giới, chế phẩm máu phải được y bác sĩ (bác sĩ hoặc bác sĩ phẫu thuật có giấy phép hành nghề) kê đơn tương tự như thuốc.

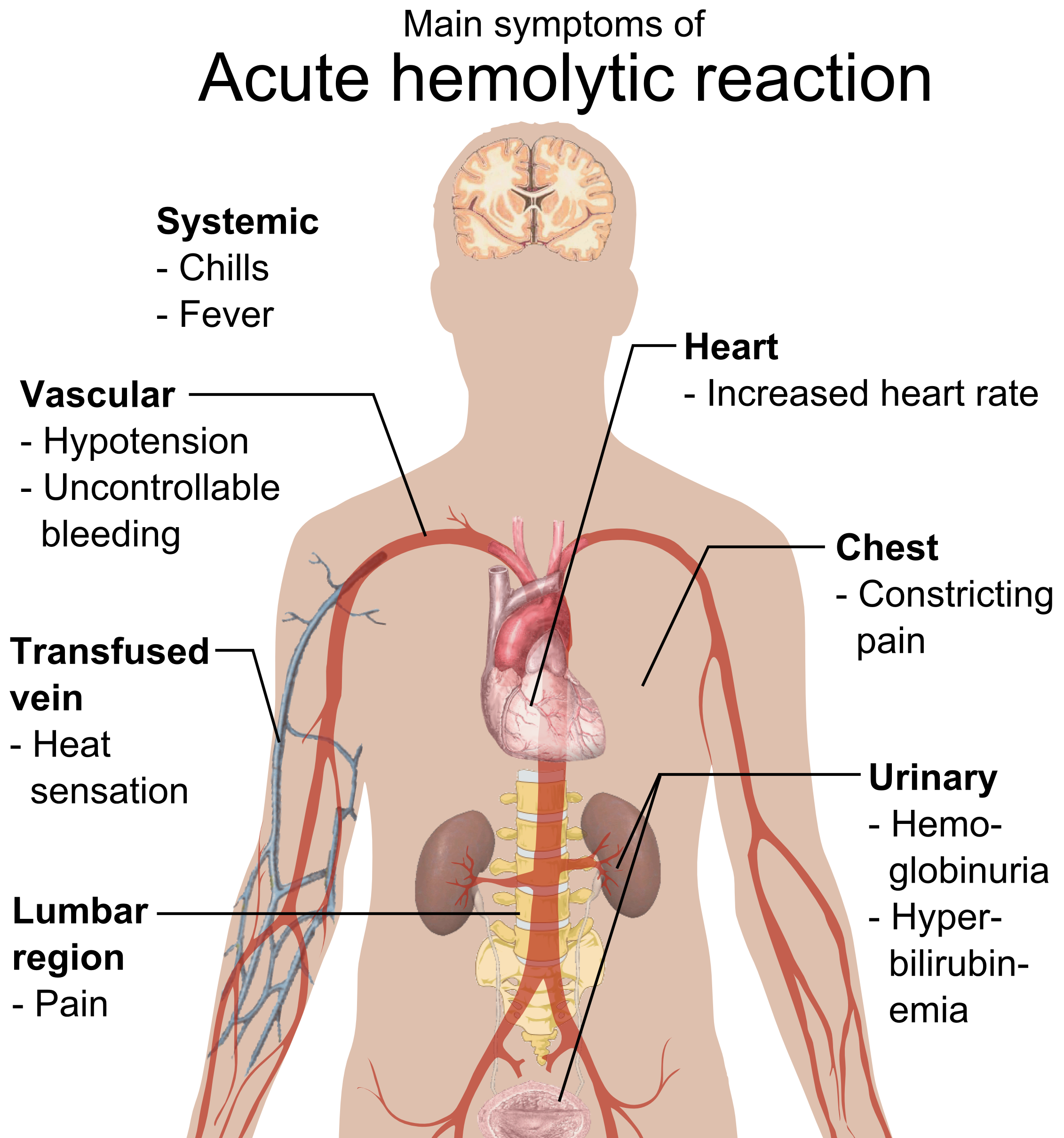
Những triệu chứng chính của phản ứng tan máu cấp tính do nhóm máu không tương thích.

Đa phần công việc thường ngày của một ngân hàng máu liên quan đến xét nghiệm máu từ cả người hiến lẫn người nhận máu để đảm bảo rằng từng người nhận máu đều được truyền loại máu tương thích và an toàn nhất có thể. Nếu một đơn vị máu không tương thích được truyền từ người hiến sang người nhận máu, nhiều khả năng xảy ra phản ứng tan máu cấp tính (acute hemolytic reaction) nghiêm trọng với hiện tượng tan máu (hemolysis, tức phá hủy hồng cầu), suy thận và sốc tuần hoàn, thậm chí là tử vong. Kháng thể có thể hoạt động mạnh, tấn công hồng cầu và liên kết các thành phần của bổ thể để gây tan máu hàng loạt trong loại máu được truyền.
Lý tưởng nhất là bệnh nhân nên tiếp nhận máu của chính mình hoặc chế phẩm máu đặc hiệu để giảm thiểu nguy cơ phản ứng trong truyền máu. Bệnh nhân cũng có thể sử dụng máu của chính mình để truyền. Trường hợp này được gọi là tự truyền máu (autotransfusion), giúp luôn có nhóm máu tương thích với bệnh nhân. Quy trình rửa hồng cầu của chính bệnh nhân diễn ra như sau: Máu bị mất của bệnh nhân được thu thập và rửa bằng dung dịch muối; quy trình rửa giúp cô đặc lại hồng cầu sau khi rửa; bước cuối là truyền lại hồng cầu đóng gói vào người bệnh. Có nhiều cách để rửa hồng cầu. Hai phương pháp chính là ly tâm và lọc. Có thể thực hiện quy trình này với thiết bị vi lọc như bộ lọc Hemoclear. Ngoài ra có thể làm giảm rủi ro bằng thử máu chéo (cross-matching), song có thể bỏ qua bước này nếu đang cần máu khẩn cấp. Thử máu chéo là trộn mẫu huyết thanh của người nhận máu với mẫu hồng cầu của người hiến máu và kiểm tra hỗn hợp có ngưng kết hay vón cục không. Nếu hiện tượng ngưng kết chưa được biểu hiện rõ ràng qua mắt thường, kỹ thuật viên ngân hàng máu thường kiểm tra ngưng kết bằng kính hiển vi. Nếu hiện tượng ngưng kết xảy ra, máu của người hiến không thể được truyền cho người nhận máu. Trong ngân hàng máu, quan trọng là mọi mẫu máu đều phải được phân loại chuẩn, vậy nên việc dán nhãn máu được chuẩn hóa nhờ sử dụng hệ thống mã vạch, được gọi là ISBT 128.
Nhóm máu có thể được ghi trên thẻ nhận dạng hoặc hình xăm trên người quân nhân, phòng trường hợp họ cần được truyền máu khẩn cấp. Lực lượng quân đội tiền tuyến Waffen-SS của Đức Quốc Xã có hình xăm nhóm máu riêng trong Thế chiến II.
Nhóm máu hiếm có thể gây nên các vấn đề cung cấp chế phẩm ở ngân hàng máu và bệnh viên. Ví dụ, nhóm máu Duffy âm thường gặp nhiều hơn ở người gốc Phi và tình trạng hiếm gặp nhóm máu này ở các nhóm dân số còn lại có thể dẫn đến thiếu nhóm máu Duffy âm ở những người bệnh này. Tương tự, những người có nhóm máu RhD âm có thể gặp rủi ro khi đi đến những nơi mà nguồn cấp máu RhD âm khan hiếm, đặc biệt là Đông Á. Ở Đông Á, các dịch vụ máu có thể khuyến khích người dân phương Tây hiến máu.

### Bệnh tan máu ở trẻ sơ sinh (HDN)
Thai phụ có thể mang thai nhi chứa nhóm máu khác với nhóm máu của cô ấy. Thông thường, đây là vấn đề nếu thai phụ mang máu Rh- có con với cha mang nhóm máu Rh+, nên cuối cùng thai nhi mang nhóm máu Rh+ giống như cha. Ở những trường hợp ấy, thai phụ có thể tạo kháng thể nhóm máu IgG. Hiện tượng này có thể xảy ra nếu một số tế bào máu của thai nhi đi vào tuần hoàn máu của mẹ (ví dụ như xuất huyết trong thai phụ và thai nhi ở thời điểm sinh con hoặc can thiệp của sản khoa), hoặc đôi lúc là sau khi truyền máu để điều trị. Sự việc có thể gây ra bệnh Rh hoặc các dạng khác của bệnh tan máu ở trẻ sơ sinh (HDN) trong thai kỳ hiện tại và/hoặc các lần mang thai sau. Đôi khi, sự việc làm cho thai nhi bị tử vong, mà những trường hợp này được gọi là phù thai (hydrops fetalis). Nếu thai phụ được phát hiện có kháng thể anti-D, có thể xét nghiệm nhóm máu Rh của thai nhi bằng phân tích DNA của thai nhi trong huyết tương của thai phụ để đánh giá nguy cơ thai nhi mắc bệnh Rh. Một trong những tiến bộ lớn của y học thế kỷ 20 là phòng ngừa được bệnh Rh nhờ ngăn hình thành kháng thể Anti-D của thai phụ mang máu D âm bằng một loại thuốc tiêm được gọi là globulin miễn dịch Rho(D). Kháng thể liên kết với một số nhóm máu có thể gây ra bệnh HDN nghiêm trọng, một số kháng thể khác có thể chỉ gây HDN nhẹ, còn một số kháng thể khác nữa được cho là không gây HDN.

### Chế phẩm máu
Để cung cấp lợi ích tối đa cho từng lần hiến máu và kéo dài thời hạn bảo quản, các ngân hàng máu phân đoạn (blood fractionate) một số máu toàn phần thành một số chế phẩm. Những chế phẩm phổ biến nhất trong số này là hồng cầu đóng gói, huyết tương, tiểu cầu, tủa lạnh giàu yếu tố VIII (cryoprecipitate) và huyết tương tươi đông lạnh (FFP). FFP được đông lạnh nhanh để duy trì các chất đông máu không bền như V và VIII - những chất này thường được dùng cho người bệnh gặp vấn đề đông máu có thể gây tử vong, do tình trạng như bị mắc bệnh về gan tiến triển nặng, dùng thuốc chống đông quá liều và đông máu nội mạch lan tỏa (disseminated intravascular coagulation, viết tắt là DIC).
Những đơn vị hồng cầu đóng gói được hình thành nhờ loại bỏ càng nhiều huyết tương càng tốt khỏi đơn vị máu toàn phần.
Những yếu tố đông máu được tổng hợp bằng các phương pháp tái tổ hợp hiện đại - những phương pháp này hiện được ứng dụng thường quy trong lâm sàng để điều trị hemophilia, vì tránh được nguy cơ truyền nhiễm trùng thường xảy ra với các chế phẩm máu gộp.

### Tương thích hồng cầu
- Những người mang nhóm máu AB đều có cả kháng nguyên A và B trên bề mặt hồng cầu, còn huyết tương không chứa bất kỳ kháng thể nào chống lại kháng nguyên A hoặc B. Do đó, một người mang nhóm máu AB có thể nhận máu từ bất kỳ nhóm máu nào (ưu tiên là nhóm máu AB), nhưng không thể hiến máu cho bất kỳ nhóm máu nào ngoại trừ nhóm AB. Họ được xem là những người nhận máu toàn năng (universal recipient).
- Những người mang nhóm máu A có kháng nguyên A trên bề mặt hồng cầu, còn huyết thanh chứa kháng thể IgM chống kháng nguyên B. Vì thế mà một người mang nhóm máu A có thể nhận máu từ bất kỳ ai mang nhóm máu A hoặc O (ưu tiên là nhóm máu A), đồng thời có thể hiến máu cho bất kỳ ai mang nhóm máu A hoặc AB.
- Những người mang nhóm máu B có kháng nguyên B trên bề mặt hồng cầu và huyết thanh chứa kháng thể IgM chống kháng nguyên A. Vì thế mà người mang nhóm máu B có thể nhạn máu từ bất cứ ai mang nhóm máu B hoặc O (ưu tiên là nhóm máu B), đồng thời có thể hiến máu cho bất kỳ ai mang nhóm máu B hoặc AB.
- Những người mang nhóm máu O không có cả kháng nguyên A và B trên bề mặt hồng cầu, còn huyết thanh chứa kháng thể IgM anti-A và anti-B. Vì thế mà người mang nhóm máu O có thể nhận máu từ người cùng mang nhóm O, nhưng có thể hiến máu cho bất kỳ mang nhóm máu hệ ABO (ví dụ như nhóm A, B, O hoặc AB). Nếu người bệnh cần truyền máu khẩn cấp và thời gian xử lý máu của người nhận sẽ gây chậm trễ bất lợi, nhóm máu O âm có thể được sử dụng. Vì tính năng tương thích với bất kỳ nhóm máu nào, nên một số người quan ngại rằng nhóm máu O âm thường bị sử dụng quá mức và về sau bị thiếu hụt nguồn cung.[38] Theo Ủy ban truyền máu quốc gia của Hiệp hội ngân hàng máu Hoa Kỳ (American Association of Blood Banks) và ban quản lý y khoa Liên hiệp Anh (British Chief Medical Officer), việc ứng dụng hồng cầu nhóm máu O RhD âm nên bị hạn chế với những người mang nhóm máu O dương, phụ nữ có thể đang bầu và những trường hợp cấp cứu mà xét nghiệm nhóm máu không thật sự khả quan.[38]

| Người nhận | Người hiến | Người hiến | Người hiến | Người hiến | Người hiến | Người hiến | Người hiến | Người hiến |
| Người nhận | O−         | O+         | A−         | A+         | B−         | B+         | AB−        | AB+        |
| ---------- | ---------- | ---------- | ---------- | ---------- | ---------- | ---------- | ---------- | ---------- |
| O−         | Green tick | Red X      | Red X      | Red X      | Red X      | Red X      | Red X      | Red X      |
| O+         | Green tick | Green tick | Red X      | Red X      | Red X      | Red X      | Red X      | Red X      |
| A−         | Green tick | Red X      | Green tick | Red X      | Red X      | Red X      | Red X      | Red X      |
| A+         | Green tick | Green tick | Green tick | Green tick | Red X      | Red X      | Red X      | Red X      |
| B−         | Green tick | Red X      | Red X      | Red X      | Green tick | Red X      | Red X      | Red X      |
| B+         | Green tick | Green tick | Red X      | Red X      | Green tick | Green tick | Red X      | Red X      |
| AB−        | Green tick | Red X      | Green tick | Red X      | Green tick | Red X      | Green tick | Red X      |
| AB+        | Green tick | Green tick | Green tick | Green tick | Green tick | Green tick | Green tick | Green tick |

Ghi chú bảng
1. 1 2  Chỉ ra không có kháng thể bất thường gây ra không tương thích giữa người hiến và người nhận máu, nếu chọn máu bằng phương pháp thử máu chéo.

Biểu đồ tương thích hồng cầu
Ngoài việc hiến máu cho cùng một nhóm, người hiến nhóm máu O có thể hiến cho người mang nhóm A, B và AB. Những hiến nhóm máu A và B có thể hiến cho người mang nhóm AB.

Bệnh nhân mang nhóm máu Rh D âm không có bất kỳ kháng thể anti-D nào (mà trước đó chưa bao giờ có cảm ứng với hồng cầu D dương) có thể được truyền máu D dương một lần, nhưng sự việc sẽ gây cảm ứng với kháng nguyên D, còn người bệnh nữ sẽ gặp rủi ro với bệnh tan máu ở trẻ sơ sinh. Nếu người bệnh mang nhóm máu D âm phát triển kháng thể anti-D, việc người đó tiếp tục tiếp xúc với nhóm máu D dương có thể sẽ gây phản ứng truyền máu nguy hiểm. Không bao giờ được phép truyền nhóm máu Rh D dương cho phụ nữ ở độ tuổi sinh đẻ mang nhóm máu D âm hoặc người bệnh mang kháng thể D, vì thế ngân hàng máu buộc phải bảo quản nhóm máu Rh âm cho những bệnh nhân này. Ở những trường hợp cực đoan, ví dụ như chảy máu nghiêm trọng khi mà lượng đơn vị máu nhóm D âm trong ngân hàng máu rất thấp, có thể truyền nhóm máu D dương sang người bệnh nữ ở độ tuổi sinh đẻ mang nhóm máu D âm hoặc cho người bệnh nam mang nhóm máu Rh âm (với điều kiện họ không có kháng thể anti-D), nhằm bảo quản lượng máu D âm trong ngân hàng máu. Nếu thực hiện quy trình ngược lại là không đúng, vì người bệnh mang nhóm máu Rh D dương không phản ứng với nhóm máu D âm.
Việc ghép nhóm máu cũng được thực hiện với các kháng nguyên khác của hệ nhóm máu Rh như C, c, E và e, đồng thời với cả những hệ nhóm khác có nguy cơ miễn dịch hóa (immunization) như hệ kháng nguyên Kell, đặc biệt với phụ nữ ở độ tuổi sinh đẻ hoặc người bệnh cần phải được truyền máu nhiều.

### Tương thích huyết tương

Biểu đồ tương thích huyết tương
Ngoài việc hiến cho người có chung một nhóm máu, có thể hiến huyết tương nhóm AB cho người mang nhóm máu A, B và O. Người mang nhóm máu A, B và AB có thể hiến được huyết tương cho người mang nhóm máu O.

Tương thích huyết tương là đảo ngược tương thích hồng cầu. Huyết tương nhóm máu AB đều chẳng có kháng thể anti-A hay anti-B và có thể được truyền cho bất cứ ai ở bất kỳ nhóm máu nào. Nhưng người bệnh nhóm AB chỉ có thể nhận huyết tương nhóm AB. Người mang nhóm O đều có các kháng thể, vì thế người mang nhóm O có thể nhận huyết tương từ bất kỳ nhóm máu nào, nhưng huyết tương nhóm O chỉ có thể do người mang nhóm O sử dụng được.
Kháng thể Rh D không phổ biến, vậy nên nhìn chung cả nhóm máu D âm hay D dương đều không chứa kháng thể anti-D. Nếu người hiến tiềm năng bị phát hiện có kháng thể anti-D hay bất kỳ kháng thể nhóm máu mạnh bất thường nào qua sàng lọc kháng thể trong ngân hàng máu, họ sẽ không được phép làm người hiến (hoặc ở một số ngân hàng máu, máu sẽ được hiến nhưng chế phẩm cần phải dán nhãn phù hợp). Vì thế, huyết tương của người hiến do ngân hàng máu cấp có thể được chọn thì nó không có kháng thể D và không có các kháng thể bất thường khác. Huyết tương của những người hiến ấy do ngân hàng máu cung cấp sẽ phù hợp với người nhận huyết tương có thể mang nhóm D dương hoặc D âm, với điều kiện huyết tương và người nhận có nhóm máu ABO tương thích.
| Người nhận | Người hiến | Người hiến | Người hiến | Người hiến |
| Người nhận | O          | A          | B          | AB         |
| ---------- | ---------- | ---------- | ---------- | ---------- |
| O          | Green tick | Green tick | Green tick | Green tick |
| A          | Red X      | Green tick | Red X      | Green tick |
| B          | Red X      | Red X      | Green tick | Green tick |
| AB         | Red X      | Red X      | Red X      | Green tick |

Ghi chú bảng
1. 1 2  Cho thấy không có kháng thể bất thường mạn nào trong huyết tương của người hiến

### Người hiến toàn năng và người nhận toàn năng

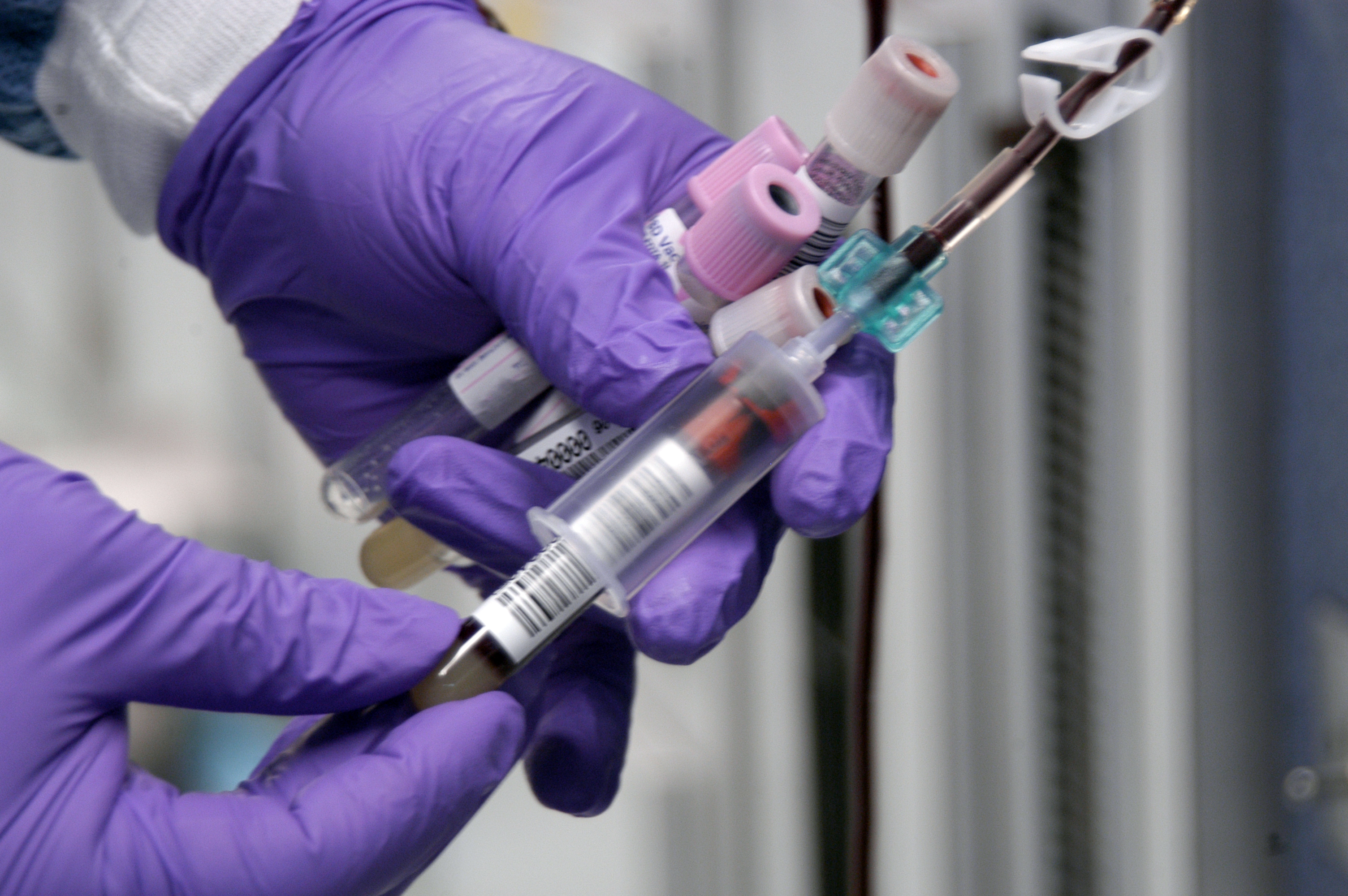
Một nhân viên bệnh viện lấy mẫu máu của người hiến để làm xét nghiệm

Trong truyền hồng cầu đóng gói, những người có nhóm máu O Rh D âm thường được gọi là người hiến máu toàn năng (universal donor). Những người có nhóm máu AB Rh D dương được gọi là những người nhận máu toàn năng (universal recipient). Tuy nhiên, những thuật ngữ này thường chỉ đúng với phản ứng có thể xảy ra của kháng thể anti-A và anti-B của người nhận máu với hồng cầu được truyền và cũng cảm ứng với cả kháng nguyên Rh D. Một ngoại lệ là những người có hệ kháng nguyên hh (còn gọi là hệ nhóm máu Bombay), họ chỉ có nhận máu an toàn từ những người hiến nhóm máu hh khác, vì họ hìn thành kháng thể chống kháng nguyên H có trên mọi tế bào hồng cầu.
Những người hiến máu có kháng thể anti-A, anti-B hay bất kỳ kháng thể nhóm máu bất thường đặc biệt mạnh nào có thể bị loại trừ khỏi danh sách hiến máu. Nhìn chung, khi mà thành phần huyết tương của truyền máu có thể mang kháng thể của người nhận máu nhưng không được phát hiện ở người đó, thì không có khả năng xảy ra phản ứng đáng kể do huyết tương bị pha loãng.
Ngoài ra, kháng nguyên trên bề mặt hồng cầu khác (ngoài kháng nguyên A, B và Rh D) có thể gây phản ứng và cảm ứng có hại, nếu chúng có thể liên kết với kháng thể tương ứng để tạo ra phản ứng miễn dịch. Ngoài ra truyền máu trở nên phức tạp hơn nữa vì tiểu cầu và bạch cầu có hệ kháng nguyên trên bề mặt riêng, đồng thời cảm ứng với bạch cầu hoặc tiểu cầu có thể xảy ra do truyền máu.
Với truyền huyết tương thì các quy tắc được đảo ngược. Huyết tương nhóm O chứa cả kháng thể anti-A và anti-B chỉ có thể được truyền cho người có nhóm máu O. Kháng thể sẽ tấn công kháng nguyên hay bất kỳ nhóm máu nào khác. Ngược lại, huyết tương nhóm AB có thể được truyền cho bất kỳ người bệnh mang bất kỳ nhóm máu hệ ABO nào, vì nó không chứa bất kỳ kháng thể anti-A hay anti-B.

## Xét nghiệm định nhóm máu
Thông thường, các xét nghiệm định nhóm máu (blood type test hay blood compatibility testing) được thực hiện bằng cách bổ sung một mẫu máu vào dung dịch chứa kháng thể tương ứng với từng kháng nguyên. Sự có mặt của kháng nguyên trên bề mặt hồng cầu được biểu hiện bằng ngưng kết máu (hemagglutination).

### Xét nghiệm kiểu hình nhóm máu
Ngoài việc tiến hành xét nghiệm huyết thanh của các nhóm máu, sự tiến bộ trong chẩn đoán phân tử đã tạo điều kiện để tăng cường sử dụng phương pháp xét nghiệm kiểu hình nhóm máu (blood group genotyping). Trái ngược với xét nghiệm huyết thanh chỉ xác định được nhóm máu trực tiếp, loại xét nghiệm này giúp tạo điều kiện để dự đoán kiểu hình dựa trên kiến thức về cơ sở phân tử của kháng nguyên. Xét nghiệm giúp tạo điều kiện xác định nhóm máu chi tiết hơn, do đó phù hợp hơn để chọn truyền máu - công tác này thiết yếu đặc biệt với người bệnh cần truyền máu nhiều lần để phòng xung khắc miễn dịch (allo-immunization).

## Lịch sử
Bác sĩ người Áo Karl Landsteiner (công tác tại Viện giải phẫu bệnh của Đại học Viên - nay là Đại học Y Viên) là người đầu tiên phát hiện các nhóm máu. Năm 1900, ông phát hiện ra huyết thanh của những người khác nhau sẽ ngưng kết (agglutinate) khi được trộn lẫn trong ống nghiệm. Không chỉ vậy, một số máu người còn ngưng kết với máu của động vật.
Đây là bằng chứng đầu tiên cho thấy biến đổi máu tồn tại ở người. Một năm sau (tức năm 1901), ông quan sát rõ ràng rằng huyết thanh của một người sẽ ngưng kết với huyết thanh của một số nhóm người nhất định. Dựa trên dữ kiện này, ông phân nhóm máu người thành ba nhóm, đặt tên là nhóm A, nhóm B và nhóm C. Ông định nghĩa rằng nhóm máu A ngưng kết với nhóm máu B, nhưng không bao giờ ngưng kết với chính nhóm A. Tương tự, nhóm máu B ngưng kết với nhóm A. Nhóm máu C có chút khác biệt khi ngưng kết với cả nhóm A và B. Phát hiện này về nhóm máu giúp cho Landsteiner được trao Giải Nobel Sinh lý học hoặc Y học vào năm 1930. Về sau nhóm C được đổi tên thành nhóm O theo từ tiếng Đức Ohne (nghĩa là "không có"). Một năm sau, Adriano Sturli và Alfred von Decastello (các học trò của Landsteiner) đã phát hiện một nhóm máu nữa nhưng không chỉ định tên (về sau đặt tên là AB), chỉ đơn giản là gọi nhóm đó là "nhóm máu không cụ thể". Vì thế sau phát hiện của Landsteiner, ban đầu ba nhóm máu được công nhận và đặt tên là nhóm A, B và C.
Năm 1907, nhà huyết thanh học người Séc Jan Janský là người đầu tiên ghi nhận và chỉ định bốn nhóm máu. Trong một tập san địa phương mà ông công bố, Janský sử dụng các chữ số La Mã I, II, III và IV (lần lượt tương ứng với O, A, B và AB hiện nay). Vì không biết đến Janský, bác sĩ người Mỹ William L. Moss đã giới thiệu phép phân loại gần như y hệt vào năm 1910, nhưng chữ số I và IV của Moss tương ứng với chữ số IV và I của Janský. Vì thế mà sự tồn tại của hai hệ phân loại ngay lập tức gây ra nhầm lẫn và nguy hiểm tiềm ẩn trong thực hành y học. Hệ phân loại nhóm máu của Moss được dùng ở Anh Quốc, Hoa Kỳ và Pháp, trong khi hệ phân loại của Janský được ưa chuộng ở đa số các quốc gia châu Âu và một số vùng của Hoa Kỳ. Một báo cáo chỉ ra rằng "ở thời điểm đó, việc nhiều người ứng dụng phép phân loại Moss trên thực tế đã hoàn toàn bị gạt bỏ có chủ đích. Vì thế mà thay vì đưa trật tự ra khỏi hỗn loạn, thì hỗn loạn lại tăng lên ở các thành phố lớn hơn." Năm 1921 để giải quyết nhầm lẫn, Hiệp hội nhà miễn dịch học Hoa Kỳ, Hiệp hội nhà vi khuẩn học Hoa Kỳ cùng Hiệp hội nhà bệnh lý-vi khuẩn học Hoa Kỳ đã đưa ra khuyến nghị chung là ưu tiên sử dụng hệ phân loại của Jansky. Nhưng khuyến nghị này không được tuân theo, đặc biệt là ở những nơi hệ phân loại của Moss được sử dụng.
Năm 1927, sau khi chuyển đến Viện nghiên cứu y học Rockefeller ở New York và làm thành viên thuộc một ủy ban của Hội đồng nghiên cứu quốc gia, Landsteiner đã quan tâm đến việc phân hệ nhóm máu và đề xuất thay thế hệ phân loại của Janský và Moss thành các chữ cái O, A, B và AB - cách này do bác sĩ người Phần Lan Ludwik Hirszfeld và bác sĩ người Đức Emil von Dungern lần đầu giới thiệu. Một nhầm lần nữa là việc sử dụng chữ O được giới thiệu vào năm 1910. Chẳng bao giờ rõ được là chữ O nghĩa là con số 0, từ null trong tiếng Đức hay là in hoa chữ O trong từ ohne, (cũng nghĩa là không), song Landsteiner vẫn chọn chữ cái này.
Phép phân loại này được đa số giới khoa học tán thành và sau đầu thập niên 1950, nó được giới y học sử dụng rộng rãi.
Năm 1910, Hirszfeld và Dungern phát hiện sự di truyền của nhóm máu tương tự di truyền Mendeli và sự tồn tại của các nhóm máu phụ của A vào năm 1911. Năm 1927, Landsteiner cùng với Philip Levine phát hiện hệ nhóm máu MN và hệ nhóm máu P. Nhờ sự phát triển của xét nghiệm Coombs vào năm 1945, sự ra đời y học truyền máu và kiến thức về bệnh tan máu hệ nhóm ABO ở trẻ sơ sinh, mà giới y học đã phát hiện thêm nhiều nhóm máu hơn. Tính đến  tháng 10 năm 2024, Hiệp hội truyền máu quốc tế (ISBT) đã ghi nhận 47 nhóm máu.

## Văn hóa và xã hội
Ở các quốc gia Đông Á (đặc biệt là Nhật Bản và Hàn Quốc), một niềm tin ngụy khoa học (được gọi là 血液型 ketsuekigata / hyeoraekhyeong) trở nên phổ biến, cho rằng nhóm máu ABO của một người có thể giúp dự đoán nhân cách, phẩm cách và khả năng hòa hợp với người khác. Các nhà nghiên cứu khẳng định rằng không có bất cứ cơ sở khoa học nào cho thấy phân loại được tính cách theo nhóm máu và các nghiên cứu chỉ ra rằng không có "quan hệ đáng kể nào giữa tính cách và nhóm máu, khiến cho thuyết này trở nên 'lỗi thời' và kết luận rằng không có cơ sở nào cho thấy tính cách có bất cứ liên hệ nào với nhóm máu."